# Beilbauchsalmler
Beilbauchsalmler (Gasteropelecidae) sind eine Familie aus der Ordnung der Salmlerartigen mit gegenwärtig neun Arten in drei Gattungen, die in Süd- und Mittelamerika beheimatet sind. Die auffällige Körperform, die an ein Beil erinnert, motivierte die wissenschaftliche Namensgebung (griechisch gaster „Bauch“, pelekis „Beil“) sowie den deutschen Populärnamen. Einige der Arten sind beliebte Aquarienfische.

## Verbreitung
Das Verbreitungsgebiet der Beilbauchsalmler umfasst alle Staaten des südamerikanischen Kontinents (außer Chile) sowie Panama. In Panama, der nördlichen Grenze des Verbreitungsgebiets, kommt nur der Gefleckte Beilbauchfisch (Gasteropelecus maculatus) vor. Alle anderen Arten der Beilbauchsalmler bewohnen ausschließlich Gewässer des nördlichen und zentralen Südamerika bis zum Río de la Plata in Argentinien.

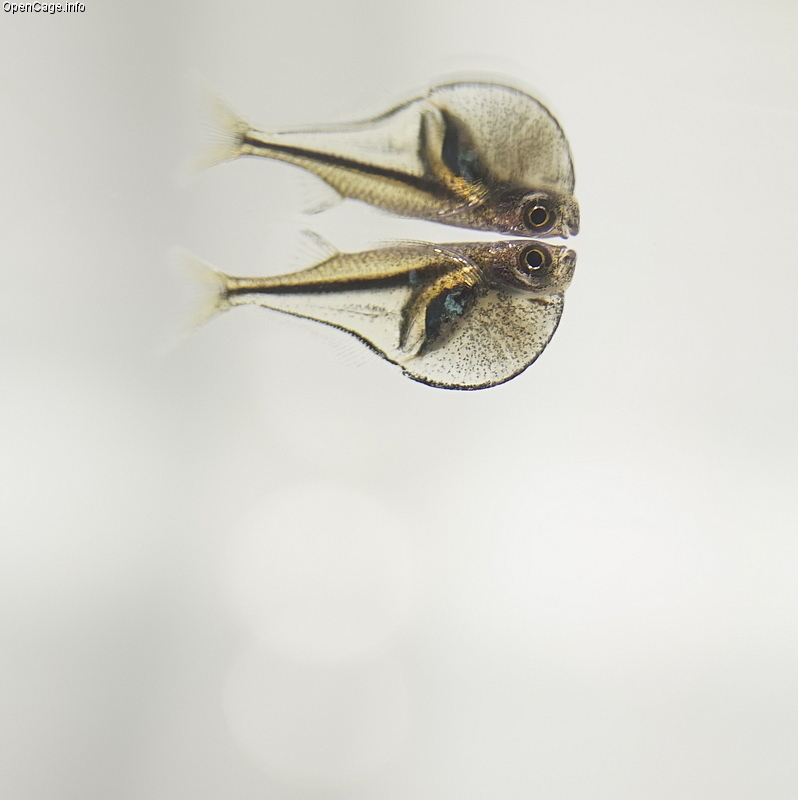
Carnegiella myersi

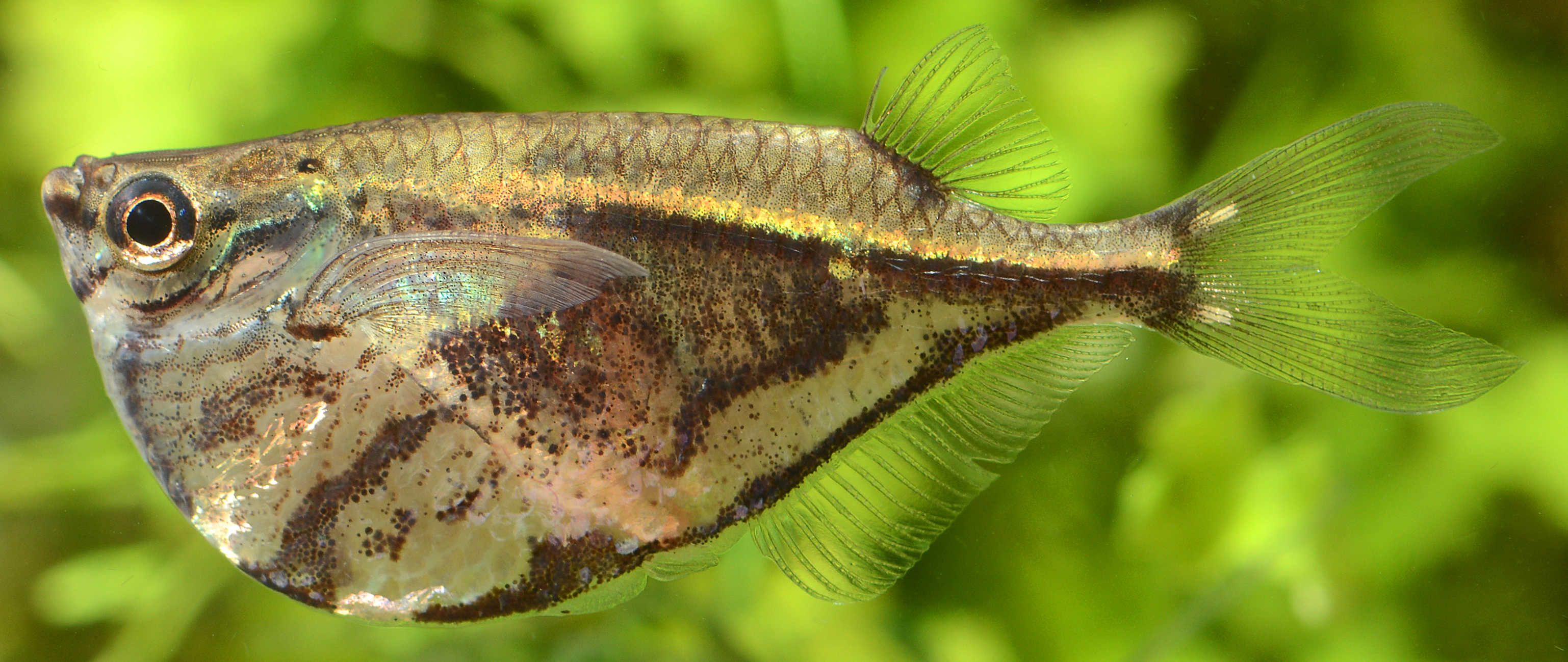
Carnegiella strigata

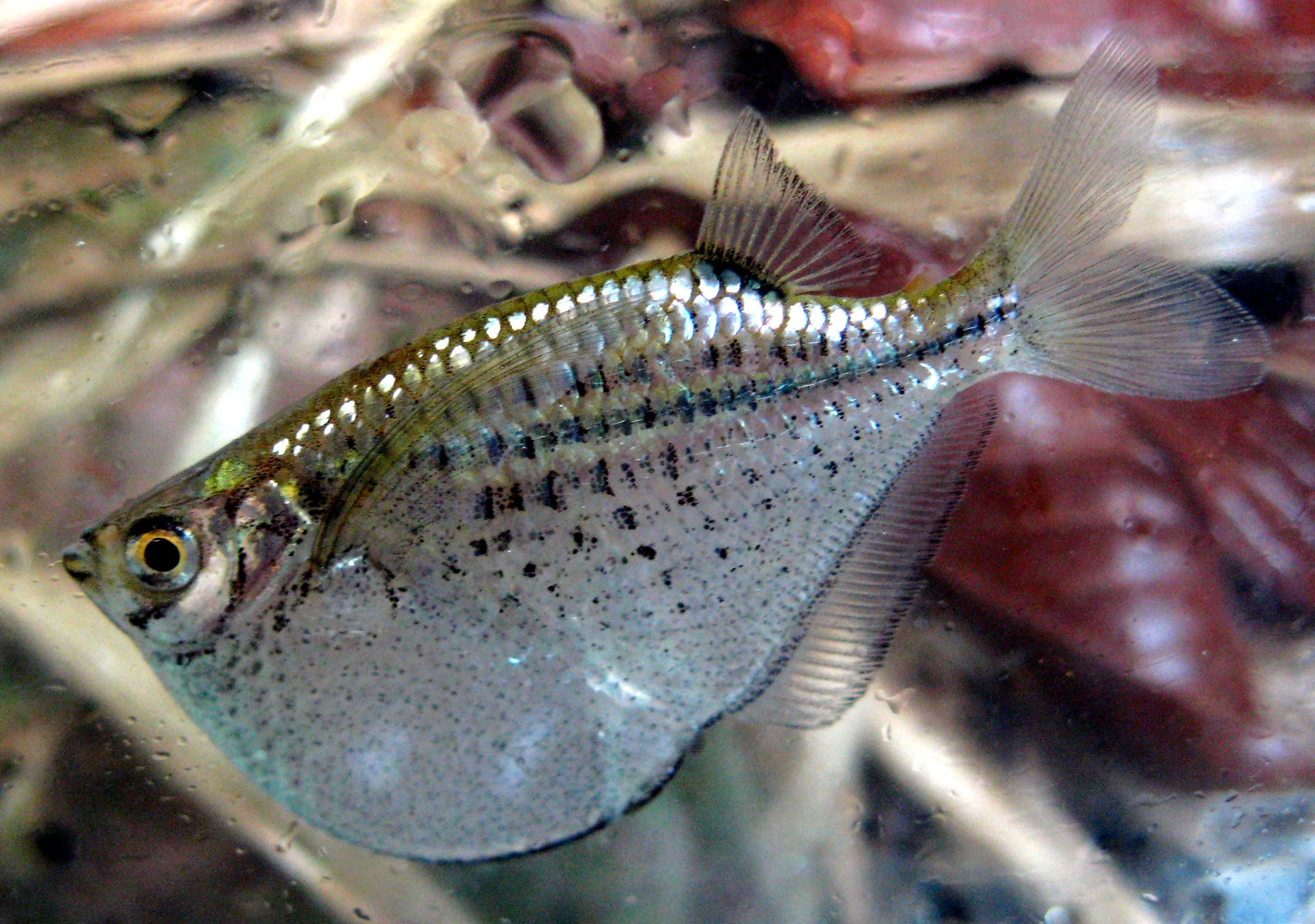
Gasteropelecus maculatus

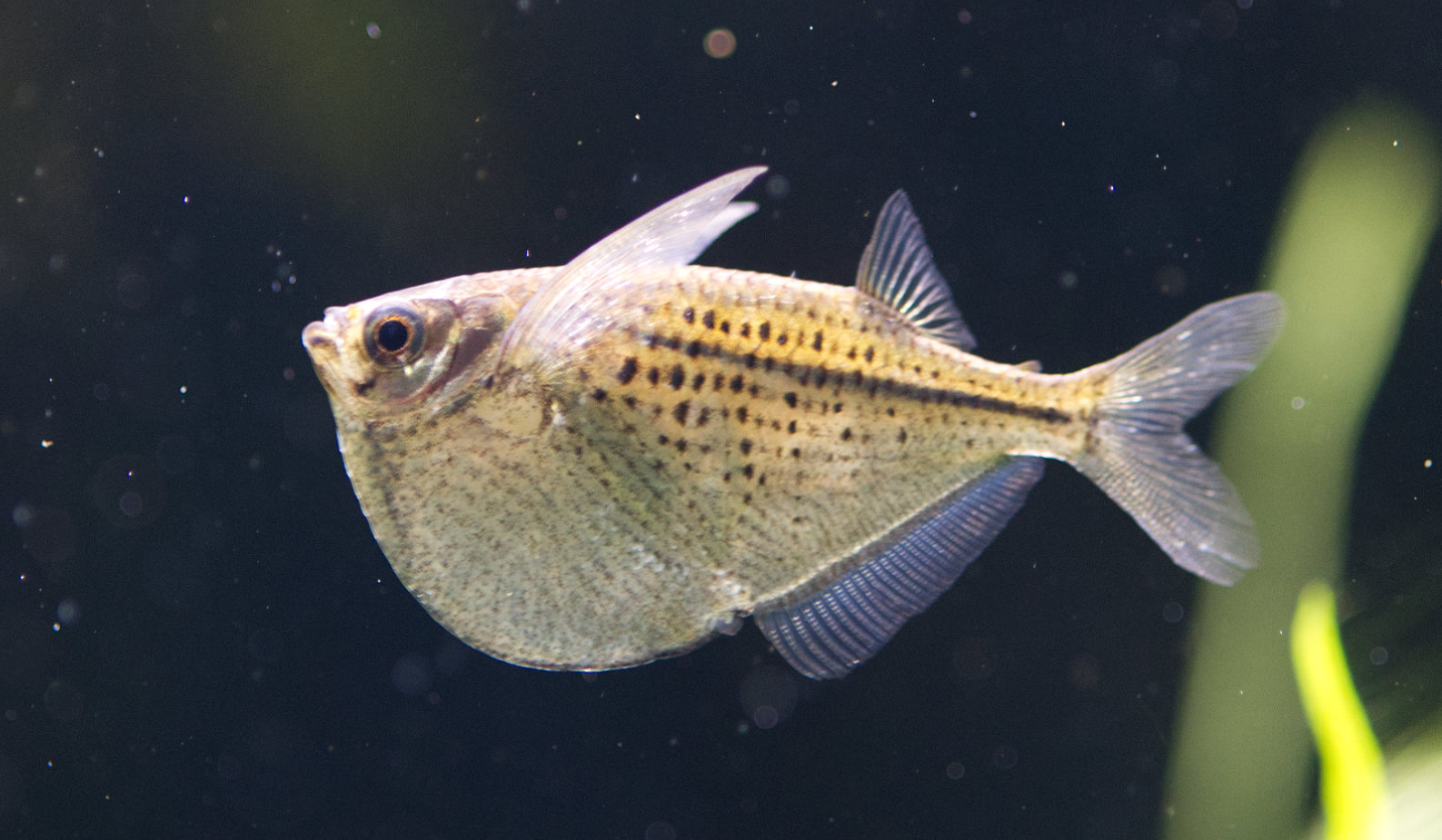
Gasteropelecus sternicla

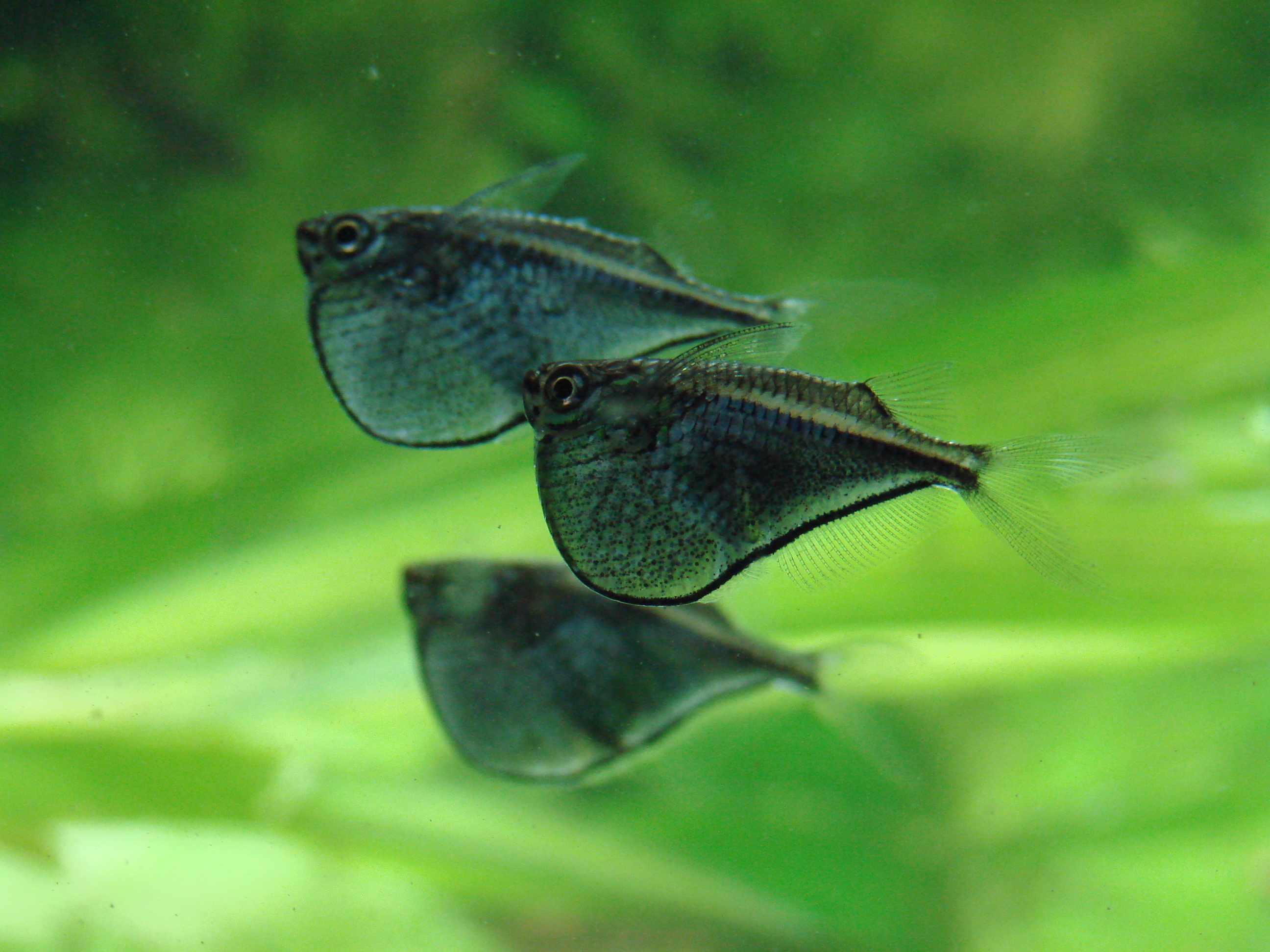
Thoracocharax securis

## Merkmale
Die besondere Körperform der Beilbauchsalmler stellt eine Spezialisierung des Lebens an der Wasseroberfläche dar. Das Rückenprofil ist nahezu waagerecht, Brust- und Bauchlinie dagegen stark bogenförmig gewölbt sowie das Maul oberständig. Im Verhältnis zu ihrer Körpergröße haben sie einen vergrößerten Schultergürtel mit einer starken Muskulatur der flügelartigen Brustflossen, die bis zu 25 % des Körpergewichts ausmacht. Arten der Gattung Carnegiella besitzen im Gegensatz zu den Arten der anderen beiden Gattungen keine Fettflosse. Je nach Art erreichen Beilbauchsalmler eine Körperlänge zwischen ca. 30 und 90 mm.
Beilbauchsalmler sind in der Lage, über die Wasseroberfläche hinauszuschießen und mehrere Meter geradlinig durch die Luft zu „fliegen“. Sie erzeugen dabei ein surrendes Geräusch. Da die Fortbewegung durch die Luft dem aktiven Vortrieb durch Schlagen der Brustflossen zugeschrieben wird, werden sie häufig als die einzig wahren fliegenden Fische bezeichnet, im Gegensatz zu den marinen, Fliegenden Fischen (Exocoetidae), die sich mit Hilfe ihrer flügelähnlichen Brustflossen nur im Gleitflug durch die Luft bewegen. Der meterweite Sprung aus dem Wasser dient vermutlich nicht der Jagd oder dem Ergreifen der Beute, sondern ist nur ein Fluchtverhalten bei Bedrohungen aus dem Wasser, wie beispielsweise den Angriffen durch räuberische Fische.
Ob Beilbauchsalmler wirklich über ein aktives Flugvermögen verfügen, ist unter Fachleuten umstritten. Während S. H. Weitzman nach eigenen Aussagen den Flug nur indirekt beobachten konnte und das surrende Geräusch als plausible Erklärung auf das Schlagen der Brustflossen zurückführte, konnten Hochgeschwindigkeitsaufnahmen und Bewegungsanalysen im Labor dies nicht bestätigen. Vielmehr wurden nur in der Startphase die Brustflossen gegen die Wasseroberfläche geschlagen, während gleichzeitig die Schwanzflosse den Vortrieb leistete, bis der Fisch das Wasser verlassen konnte. In der eigentlichen Flugphase wurden die Brustflossen nicht genutzt, sondern nur die Schwanzflosse, die das surrende Geräusch erzeugte. Der im Labor beobachtete Bewegungsablauf scheint dabei aber nicht die längeren Distanzen erklären zu können, die in der Natur erreicht werden.

## Lebensweise
Beilbauchsalmler leben sowohl in Fließgewässern wie Bächen, Flüssen und Strömen als auch in Stillgewässern wie Weihern, Seen und temporär überfluteten Überschwemmungsgebieten. Sie halten sich bevorzugt dicht unter der Wasseroberfläche auf, in Bereichen, wo diese weitgehend frei von Pflanzen ist. Um Fressfeinden wie dem Hechtsalmler zu entkommen, bleiben sie dabei fast ausnahmslos in der unmittelbaren Nähe von Schutz bietenden Gewässerzonen, die je nach Gewässertyp und Beschattungsgrad von dichten Wasserpflanzenbeständen, ins Wasser reichenden Sumpf- oder Landpflanzen oder stark verästelten Totholzansammlungen dominiert werden.
Die Gewässer, in denen Beilbauchsalmler leben, sind überwiegend sehr weich, mineralarm und sauer. Häufig liegt die Gesamt- und Karbonathärte unter der Nachweisgrenze bei pH-Werten bis unter 5. Seltener finden sich Populationen in mittelhartem bis hartem und leicht alkalischem Wasser. Der Glasbeilbauchfisch (Carnegiella myersi) wurde beispielsweise sowohl in sehr weichen und sauren Gewässern als auch in Gewässern mit einer Gesamt- und Karbonathärte um 15 °dH und einem pH-Wert bis 7,7 gefangen. Je nach Art, Biotop und Jahreszeit kann die Wassertemperatur unter 20 °C bis über 30 °C liegen.
Beilbauchsalmler leben gesellig in größeren Gruppen, zeitweilig in Schwärmen. Sie jagen hauptsächlich kleine, auf die Wasseroberfläche gefallene Insekten und Spinnen, aber auch in Wasseroberflächennähe lebende Insektenlarven.

## Systematik
Nach der Revision von Stanley H. Weitzman und Lisa Palmer 2003 sind derzeit neun Arten in drei Gattungen beschrieben.
- Carnegiella Eigenmann, 1909
  - Schwarzschwingen-Beilbauchfisch (Carnegiella marthae Myers, 1927)
  - Glasbeilbauchfisch (Carnegiella myersi Fernández-Yépez, 1950)
  - Zwerg-Beilbauchfisch (Carnegiella schereri Fernández-Yépez, 1950)
  - Marmorierter Beilbauchfisch (Carnegiella strigata (Günther, 1864))
- Gasteropelecus (Scopoli, 1777)
  - Gasteropelecus levis (Eigenmann, 1909)
  - Gefleckter Beilbauchfisch (Gasteropelecus maculatus Steindachner, 1879)
  - Silberbeilbauchfisch (Gasteropelecus sternicla (Linnaeus, 1758))
- Thoracocharax Fowler, 1906
  - Platinbeilbauchfisch (Thoracocharax securis De Fillipi, 1853)
  - Thoracocharax stellatus (Kner, 1858)

Da deutliche Unterschiede in der Färbung verschiedener Populationen der gleichen Arten vorkommen, wird von Weitzman und Palmer nicht ausgeschlossen, dass es noch unbeschriebene Arten gibt. So wurde Mitte 2013 festgestellt, dass es sich bei dem Marmorierten Beilbauchfisch um einen Schwarm sehr nah verwandter und äußerlich kaum oder nicht unterscheidbarer Arten handelt. Der kleinere Schwarzschwingen-Beilbauchfisch liegt phylogenetisch innerhalb des C. strigata-Artenschwarms und ist näher mit der im nordwestlichen Brasilien bei Barcelos vorkommenden C. strigata-Population verwandt als diese z. B. mit der im westlichen Bundesstaat Acre vorkommenden C. strigata-Population. C. strigata wird dadurch zu einer paraphyletischen Gruppe, die in Zukunft in mehrere Arten aufgeteilt werden muss. Auch die Gattung Gasteropelecus ist paraphyletisch mit Gasteropelecus maculatus als basale Schwesterart aller anderen Beilbauchfische und Gasteropelecus sternicla als Schwestergruppe zu Gattung Carnegiella. Schwestergruppe der Beilbauchsalmler insgesamt ist die Familie Bryconidae mit den beiden Unterfamilien Bryconinae und Salmininae, relativ große Fische mit forellenähnlichem Äußeren.